# Mercantilización con globalización
La mercantilización (concepto que no debe confundirse con merchandising) hace referencia a la extensión de los dominios económicos con libre acceso a los mercados. Con frecuencia este concepto se opone al de "colectivización" o "monopolización", los que pueden ser aplicados tanto a los bienes públicos como a los servicios públicos.

## Definición del concepto
La mercantilización es un término polémico que se refiere a la extensión supuesta de dominios, de lo que se puede comprar o vender en los mercados. Este proceso consistiría en transformar todos los intercambios no mercantiles (por ejemplo: salud, cultura, educación, etc.) en mercaderías clásicas y/o competición mercantil clásica. Los que utilizan este término peyorativo, opinan que la mercantilización del mundo es consecuencia de la mundialización, una travesura del pensamiento neoliberal.
La mercantilización de los servicios públicos, es decir, la aplicación de reglas de mercado a los servicios públicos, es el principio de base de la Nueva Gestión Pública, cuyo postulado de base considera que los mercados son más eficientes que la planificación. 
Como bien se podrá imaginar, hay muchos movimientos altermundistas que se oponen a la mercantilización de  los sectores y los rubros que se consideran como importantes tanto para los habitantes en general como para los países.
El concepto incluye parte de la idea de fetichismo de la mercancía, un concepto desarrollado por Karl Marx en El capital, donde el autor evoca la desaparición de la interacción humana en el proceso de producción del capitalismo. Fue retomado y desarrollado por György Lukács. Se extendió por Guy Debord hacia el resto de las actividades humanas, en su teoría de la sociedad del espectáculo.

## Dominios
Algunos de los dominios que se incluyen en esta noción son:
- privatización de los servicios públicos, como el suministro de agua o el transporte público.
- la privatización de los recursos naturales, como los recursos hídricos y la biodiversidad y los ambientes naturales a través de los bancos de los activos naturales. Esta privatización es particularmente oposición de los bienes públicos de asociación a nivel mundial
- la desaparición de la cobertura social contra la enfermedad, el beneficio de seguro de salud complementario a cargo de empresas privadas con fines de lucro,
- la mercantilización de los productos culturales y artísticos, que denuncia la concentración de grandes grupos de comunicación sobre las industrias culturales como la industria de la música y la industria del cine.[7]
- la mercantilización de la vida, oponiéndose a la vida o la biopiratería patentes, por ejemplo, con las patentes de genes.
- la mercantilización del cuerpo, incluyendo la mujer, para designar dos realidades diferentes: la prostitución, sino también la explotación comercial de su imagen (a través de la publicidad a menudo mostrando desnuda).
- la mercantilización de la educación, incluyendo la Universidad, las instituciones se ponen en competencia entre ellos para atraer a los clientes (estudiantes), la educación se presenta como una inversión individual cuya validez depende de su rentabilidad económica, los productos la investigación académica se supone que las fuentes de financiación (o beneficios) de la Universidad.
- Estos oponentes están atacando particular, la OMC y los acuerdos comerciales internacionales como el AGCS, que promueven una mayor extensión de las áreas de mercado.

## Fenómenos de oposición
- software libre,
- periodismo ciudadano,
- edición cooperativa sitios web (wiki)
- fundaciones humanitarias y ONG,
- sistemas de intercambio local
- medios alternativos
- bancos cooperativos
- otras actividades individuales, asociativas y cooperativas